# Ravalli
Ravalli (salish: sk̓ʷɫólqʷe, sk̓ʷɫʔó) és una concentració de població designada pel cens dels Estats Units a l'estat de Montana. Segons el cens del 2000 tenia 119 habitants.

## Demografia
Segons el cens del 2000, Ravalli tenia 119 habitants, 48 habitatges, i 30 famílies. La densitat de població era de 17,3 habitants per km².
Dels 48 habitatges en un 33,3% hi vivien nens de menys de 18 anys, en un 41,7% hi vivien parelles casades, en un 6,3% dones solteres, i en un 37,5% no eren unitats familiars. En el 25% dels habitatges hi vivien persones soles el 10,4% de les quals corresponia a persones de 65 anys o més que vivien soles. El nombre mitjà de persones vivint en cada habitatge era de 2,48 i el nombre mitjà de persones que vivien en cada família era de 3,03.
Per edats la població es repartia de la següent manera: un 27,7% tenia menys de 18 anys, un 7,6% entre 18 i 24, un 33,6% entre 25 i 44, un 20,2% de 45 a 60 i un 10,9% 65 anys o més.
L'edat mediana era de 34 anys. Per cada 100 dones de 18 o més anys hi havia 100 homes.
La renda mediana per habitatge era de 26.750 $ i la renda mediana per família de 29.688 $. Els homes tenien una renda mediana de 4.750 $ mentre que les dones 32.708 $. La renda per capita de la població era de 14.094 $. Aproximadament el 16% de les famílies i el 24% de la població estaven per davall del llindar de pobresa.

## Poblacions més properes
El següent diagrama mostra les poblacions més properes.